# 민얼굴따오기
민얼굴따오기(학명: Phimosus infuscatus)는 사다새목 저어새과 따오기아과에 속한 새이다.